# Prokop Murra

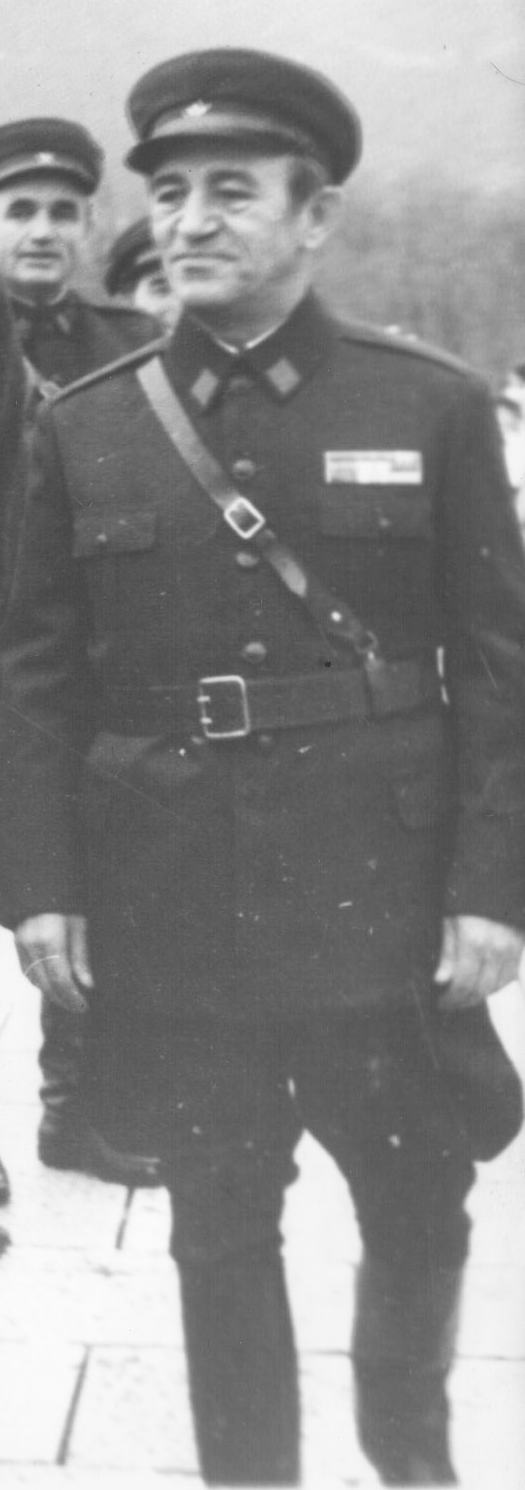
Prokop Murra

Prokop Murra (* 24. November 1921 in Tirana; † 9. September 2005) war ein albanischer Politiker der Partei der Arbeit Albaniens.

## Biografie
Murra war nach dem Studium der Ökonomie zunächst als Funktionär der Partei im Wirtschaftssektor tätig und wurde 1956 Mitglied des Zentralkomitees (ZK) der PPSh.
1962 wurde er erstmals Abgeordneter der Volksversammlung (Kuvendi Popullor) und gehörte dieser in der fünften Wahlperiode bis 1966 an. In den 1970er Jahren war er zeitweise 1. Sekretär der PPSh in Shkodra. Des Weiteren war er zeitweise Vizevorsitzender der Staatlichen Planungskommission.
Auf dem 7. Parteitag der PPSh erfolgte im November 1976 seine Wahl zum Mitglied des Sekretariats des ZK der PPSh. Diese Funktion übte er bis April 1980 aus.
Zwischen 1978 und 1991 war er von der neunten bis elften Legislaturperiode erneut Abgeordneter der Volksversammlung.
Am 26. April 1980 wurde er als Minister für Industrie und Bergbau in die letzte Regierung von Ministerpräsident Mehmet Shehu berufen.
Murra wurde auf dem 8. Parteitag im November 1981 Kandidat des Politbüros der Partei. In der nachfolgenden Regierung von Adil Çarçani war er vom 15. Januar bis zum 1. Juli 1982 zunächst Energieminister, ehe er am 23. November 1982 Minister für Volksverteidigung (Ministër i Mbrojtjes Popullore) wurde. Seine Ernennung zum Verteidigungsminister war überraschend, da er der erste Zivilist in diesem Amt seit der Gründung der Volksrepublik Albanien am 11. Januar 1946 war. In einer Rede kurz nach dem Tod von Enver Hoxha erklärte er, dass Albanien niemals Beziehungen zu den Supermächten Vereinigte Staaten und Sowjetunion führen werde.
Schließlich war er nach seiner Wahl auf dem 9. Parteitag von November 1986 bis zu seinem Ausscheiden im Juli 1990 Mitglied des Politbüros der PPSh. Nach seinem Ausscheiden aus der Regierung folgte ihm am 9. Juli 1990 Kiço Mustaqi im Amt des Verteidigungsministers.

## Nach der Wende 1990
1993 wurde gegen Murra und neun weitere ehemalige hochrangige Funktionäre (Muho Asllani, Besnik Bekteshi, Foto Çami, Hajredin Çeliku, Lenka Çuko, Llambi Gegprifti, Qirjako Mihali, Pali Miska und Vangjel Çërrava) Anklage wegen Bereicherung an öffentlichen Geldern erhoben. Wegen dieser Straftaten kam es schließlich durch ein Gericht in Tirana zu folgenden Verurteilungen zu Freiheitsstrafen: Mihali und Gegprifti jeweils acht Jahre, Miska und Çuko jeweils sieben Jahre, Çami, Çeliku und Bekteshi jeweils sechs Jahre sowie Çërrava, Murra und Asllani jeweils fünf Jahre.
In einem anderen Verfahren gegen ihn plädierte sein Verteidiger im Juni 1996 auf unschuldig in Bezug auf Verbrechen gegen die Menschlichkeit nach Art. 74, 67 und 25 des albanischen Strafgesetzbuchs. Weitere Mitangeklagte waren die ehemaligen Politbüromitglieder Muho Asllani, Foto Çami, Gaqo Nesho, früherer 1. Sekretär der PPSh von Vlora und Tirana, Zef Loka, früherer Direktor im Innenministerium und Dilaver Bengasi, ehemaliger Vize-Innenminister. Im August 1996 erfolgte die Verurteilung durch dieses Gericht. Murra erhielt 20 Jahre Freiheitsstrafe, Asllani und Loka 18 Jahre, Nesho 16 Jahre und Bengasi 12 Jahre. Im Verlauf der Unruhen von 1997 wurden die Verurteilten amnestiert.